# Griffin Dunne
Griffin Dunne, all'anagrafe Thomas Griffin Dunne (New York, 8 giugno 1955), è un attore e regista statunitense.

## Biografia
Figlio del produttore e sceneggiatore Dominick Dunne e dell'imprenditrice Ellen Beatriz Griffin, i suoi genitori divorziarono quando aveva 14 anni. È fratello dell'attrice Dominique Dunne (uccisa dall'ex fidanzato nel 1982 a 23 anni) e nipote degli sceneggiatori John Gregory Dunne e Joan Didion. Nel 1973 sposa la produttrice Kate Forte, ma il loro matrimonio viene annullato l'anno seguente. Nel 1989 sposa l'attrice Carey Lowell, da cui ha una figlia, Hannah; i due divorziano nel 1995. Nel 2009 si risposa con Anna Bingeman.
Il primo film in cui recita è Una finestra sul cielo (1975) di Larry Peerce. Da allora è comparso in più di 50 tra film, film per la TV e serie televisive. Tra le sue interpretazioni più famose sono da ricordare Un lupo mannaro americano a Londra (1981) di John Landis, Fuori orario (1985) di Martin Scorsese e Who's That Girl (1987) con Madonna. Come regista ha diretto sei film, tra cui Innamorati cronici (1996), con Meg Ryan e Matthew Broderick, Amori & incantesimi (1998), con Nicole Kidman e Sandra Bullock, Gioventù violata (2005) con Diane Lane, e Un marito di troppo (2008) con Uma Thurman e Colin Firth.

## Filmografia parziale

### Attore

#### Cinema
- Una finestra sul cielo (The Other Side of the Mountain), regia di Larry Peerce (1975)
- Un'ombra nel buio (The Fan), regia di Edward Bianchi (1981)
- Un lupo mannaro americano a Londra (An American Werewolf in London), regia di John Landis (1981)
- Fuori orario (After Hours), regia di Martin Scorsese (1985)
- Una coppia quasi perfetta (Almost You), regia di Adam Brooks (1985)
- Who's That Girl, regia di James Foley (1987)
- Donne amazzoni sulla Luna, regia di Joe Dante, Carl Gottlieb, Peter Horton, John Landis, Robert K. Weiss (1987)
- Le Grand Bleu, regia di Luc Besson (1988)
- Amici amanti, regia di Bruce van Dusen (1988)
- Lei, io e lui (Ich und Er), regia di Doris Dörrie (1989)
- Arma segreta (Secret Weapon), regia di Ian Sharp (1990)
- Papà, ho trovato un amico (My girl), regia di Howard Zieff (1991)
- 40 giorni, 40 notti (40 Days and 40 Nights), regia di Michael Lehmann (2002)
- Fratelli per la pelle (Stuck on You), regia di Peter e Bobby Farrelly (2003)
- Snow Angels, regia di David Gordon Green (2007)
- Last Night, regia di Massy Tadjedin (2010)
- Broken City, regia di Allen Hughes (2013)
- Blood Ties - La legge del sangue (Blood Ties), regia di Guillaume Canet (2013)
- Dallas Buyers Club, regia di Jean-Marc Vallée (2013)
- Rob the Mob, regia di Raymond De Felitta (2014)
- Touched with Fire, regia di Paul Dalio (2015)
- Tumbledown - Gli imprevisti della vita (Tumbledown), regia di Sean Mewshaw (2015)
- War Machine, regia di David Michôd (2017)
- Ocean's 8, regia di Gary Ross (2018)
- The French Dispatch of the Liberty, Kansas Evening Sun, regia di Wes Anderson (2021)
- Junction, regia di Brian Greenberg (2024)
- Una scomoda circostanza (Caught Stealing), regia di Darren Aronofsky (2025)

#### Televisione
- Storie incredibili (Amazing Stories) – serie TV, episodio 1x20 (1986)
- Alias – serie TV, 2 episodi (2004)
- I Love Dick – serie TV (2016)
- This Is Us – serie TV (2019)
- The L Word: Generation Q – serie TV (2021)
- Only Murders in the Building – serie TV, episodio 4x06 (2024)

### Regista
- Innamorati cronici (Addicted to Love), (1997)
- Amori & incantesimi (Practical Magic), (1998)
- Gioventù violata (Fierce People), (2005)
- Un marito di troppo (The Accidental Husband), (2008)
- Comic Movie (Movie 43), registi vari (2013)

## Doppiatori italiani
Nelle versioni in italiano delle opere in cui ha recitato, Griffin Dunne è stato doppiato da:
- Mauro Gravina in Fuori orario, Bright Lights - La vita privata di Carrie Fisher e Debbie Reynolds, Ocean's 8, The French Dispatch of the Liberty, Kansas Evening Sun
- Marco Mete in 40 giorni & 40 notti, Last Night, Law & Order - Unità vittime speciali, I Love Dick
- Roberto Chevalier in Papà, ho trovato un amico, Ancora una volta, Così mi piace, White Collar
- Mino Caprio in Who's That Girl, Linea diretta - Un'occasione unica, 3 libbre, Tumbledown - Gli imprevisti della vita
- Pino Insegno in Donne amazzoni sulla Luna, Cerca e distruggi
- Stefano Mondini in Pericolosamente Johnny, Blood Ties - La legge del sangue
- Edoardo Siravo in Red Band Society, This is Us (st. 3)
- Antonio Palumbo in Goliath, Billions
- Piero Tiberi in Un lupo mannaro americano a Londra
- Claudio Beccari in In due si litiga meglio
- Sandro Acerbo in Alfred Hitchcock presenta
- Riccardo Rossi in Le Grand Bleu
- Fabrizio Manfredi in Frasier
- Claudio Moneta in Law & Order - Criminal Intent (ep. 1x05)
- Michele Di Mauro in Law & Order - Criminal Intent (ep. 6x07, 6x17)
- Oreste Baldini in Fratelli per la pelle
- Massimo Rossi in Alias
- Pasquale Anselmo in Game 6
- Paolo Marchese in Leverage - Consulenze illegali
- Luca Biagini in Trust Me
- Gianni Giuliano in The Good Wife
- Giorgio Lopez in Damages
- Franco Mannella in Broken City
- Rodolfo Bianchi in Dallas Buyers Club
- Massimo De Ambrosis in War Machine
- Mario Cordova in The Romanoff
- Valerio Garbarino in This is Us (st. 4-6)
- Francesco Prando in Only Murders in the Building

Da doppiatore è sostituito da:
- Angelo Nicotra in Frasier (ep. 1x01)